# Port Barrington (Illinois)
Port Barrington es una villa ubicada en el condado de McHenry en el estado estadounidense de Illinois. En el Censo de 2010 tenía una población de 1517 habitantes y una densidad poblacional de 455,46 personas por km².

## Geografía
Port Barrington se encuentra ubicada en las coordenadas 42°14′39″N 88°11′43″O / 42.24417, -88.19528. Según la Oficina del Censo de los Estados Unidos, Port Barrington tiene una superficie total de 3.33 km², de la cual 2.98 km² corresponden a tierra firme y (10.58%) 0.35 km² es agua.

## Demografía
Según el censo de 2010, había 1517 personas residiendo en Port Barrington. La densidad de población era de 455,46 hab./km². De los 1517 habitantes, Port Barrington estaba compuesto por el 88% blancos, el 1.19% eran afroamericanos, el 0% eran amerindios, el 7.19% eran asiáticos, el 0% eran isleños del Pacífico, el 1.25% eran de otras razas y el 2.37% pertenecían a dos o más razas. Del total de la población el 5.74% eran hispanos o latinos de cualquier raza.